# Nejlikrotssläktet
Nejlikrotssläktet (Geum) är ett släkte i familjen rosväxter med omkring 50 arter i familjen rosväxter. Arterna är fleråriga, örtartade växter som är hemmahörande i Europa, Asien, Nord- och Sydamerika, Afrika och Nya Zeeland. De är nära släkt med fingerörtssläktet (Potentilla) och smultronsläktet (Fragaria).
Nejlikrotssläktets arter har håriga, parflikiga blad och röda, orange eller gula blommor med fem kronblad och framträdande ståndare.
Flera Geum-arter och hybrider används som trädgårdsväxter. De föredrar en solig växtplats och väldränerad, fuktig jord. Förökning kan göras genom delning av äldre plantor på våren eller hösten. Rena arter kan även förökas med frön.

## Fotografier

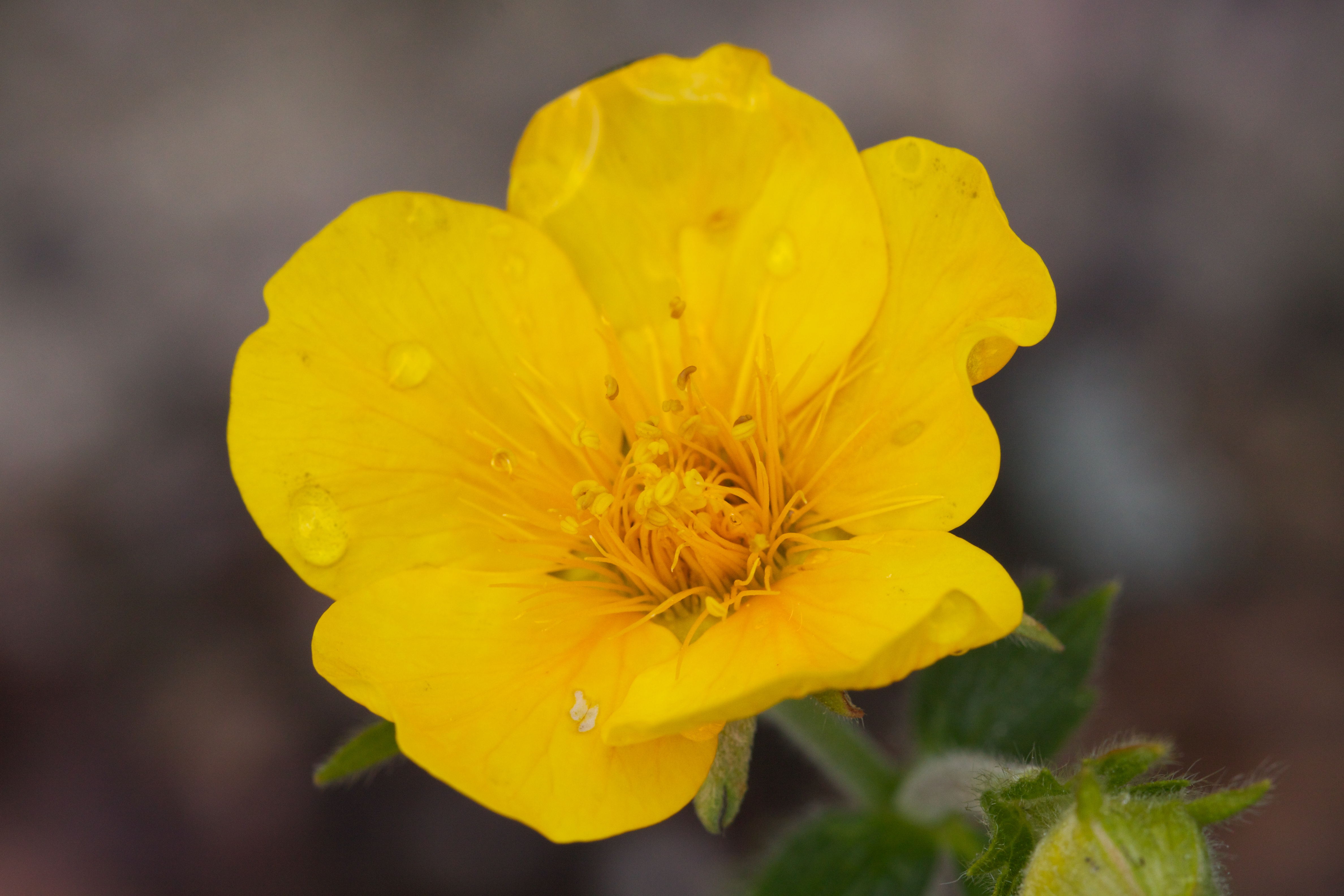
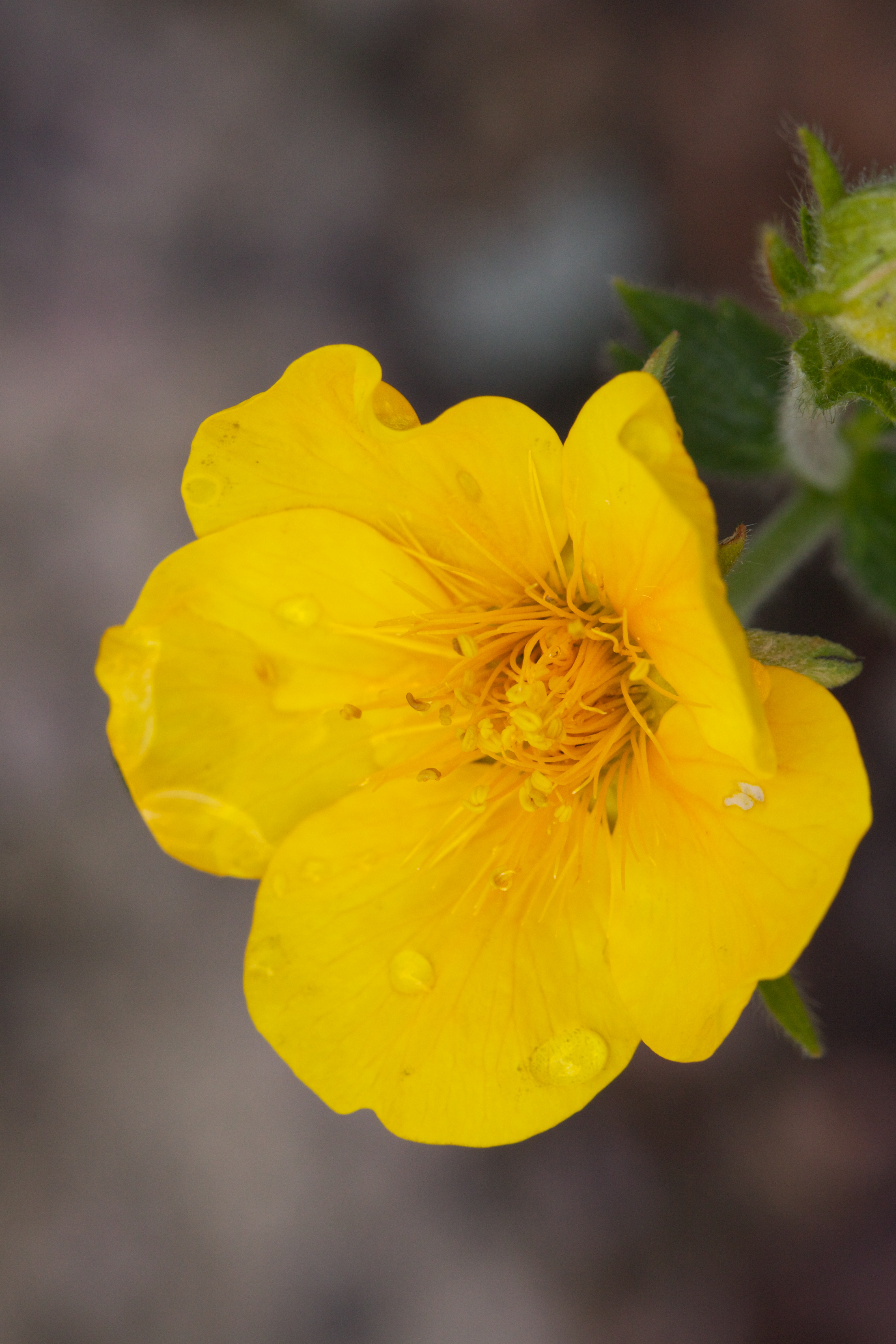

## Dottertaxa till Nejlikrotssläktet, i alfabetisk ordning[1]
- Geum aequilobatum
- Geum albiflorum
- Geum aleppicum
- Geum andicola
- Geum aurantiacum
- Geum billieti
- Geum boliviense
- Geum brevicarpellatum
- Geum bulgaricum
- Geum calthifolium
- Geum canadense
- Geum capense
- Geum catlingii
- Geum cebennense
- Geum coccineum
- Geum cockaynei
- Geum constrictohirtistylis
- Geum divergens
- Geum donianum
- Geum elatum
- Geum fragarioides
- Geum fridae
- Geum gajewskii
- Geum geniculatum
- Geum geniculohirtistylis
- Geum geoides
- Geum glaciale
- Geum gudaricum
- Geum henryi
- Geum heterocarpum
- Geum hirtigenum
- Geum hispidum
- Geum idahoense
- Geum intermedium
- Geum involucratum
- Geum iranicum
- Geum jankae
- Geum japonicum
- Geum kokanicum
- Geum laciniatum
- Geum latilobum
- Geum lechlerianum
- Geum leiospermum
- Geum lobatum
- Geum longifolium
- Geum macneillii
- Geum macranthum
- Geum macrophyllum
- Geum macrosepalum
- Geum magellanicum
- Geum meinshausenii
- Geum mexicanum
- Geum molle
- Geum montanum
- Geum montibericum
- Geum oligocarpum
- Geum omeiense
- Geum peckii
- Geum pentapetalum
- Geum peruvianum
- Geum pratense
- Geum pulchrum
- Geum pusillum
- Geum pyrenaicum
- Geum quellyon
- Geum radiatum
- Geum reptans
- Geum rhaeticum
- Geum rhodopeum
- Geum riojense
- Geum rivale
- Geum rossii
- Geum roylei
- Geum rupestre
- Geum sikkimense
- Geum speciosum
- Geum spurium
- Geum sudeticum
- Geum sylvaticum
- Geum talbotianum
- Geum tanzybeicum
- Geum ternatum
- Geum teszlense
- Geum timbalianum
- Geum tirolense
- Geum triflorum
- Geum uniflorum
- Geum urbanum
- Geum waldsteiniae
- Geum velenovskyi
- Geum vernum
- Geum virginianum